# Polyspora maingayi
Polyspora maingayi är en tvåhjärtbladig växtart som först beskrevs av William Turner Thiselton Dyer, och fick sitt nu gällande namn av Orel, Peter G.Wilson, Curry och Luu. Polyspora maingayi ingår i släktet Polyspora och familjen Theaceae. Inga underarter finns listade i Catalogue of Life.